# Llista de peixos de Dakota del Nord

Localització de Dakota del Nord als Estats Units

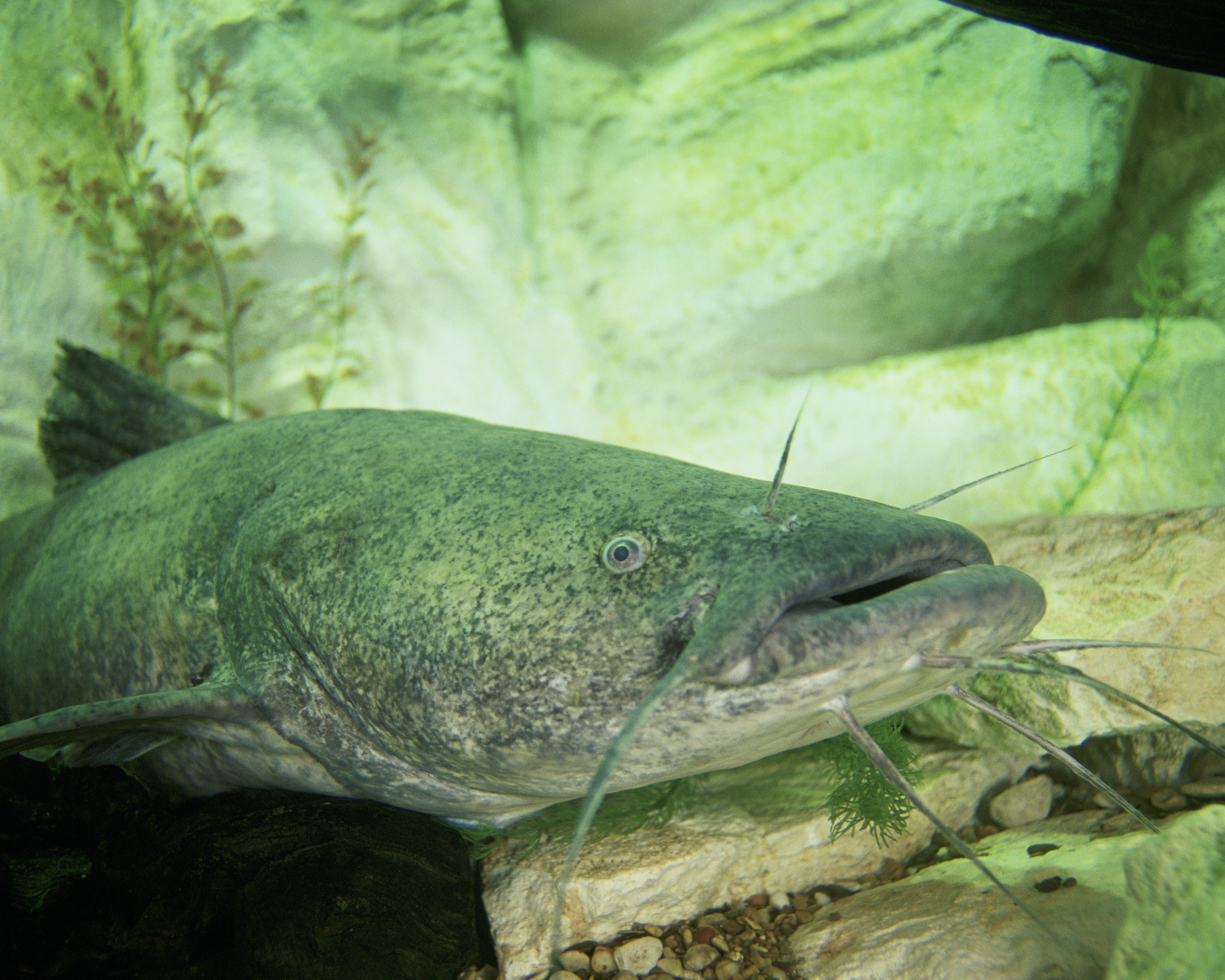
Peix gat de cap pla (Pylodictis olivaris)

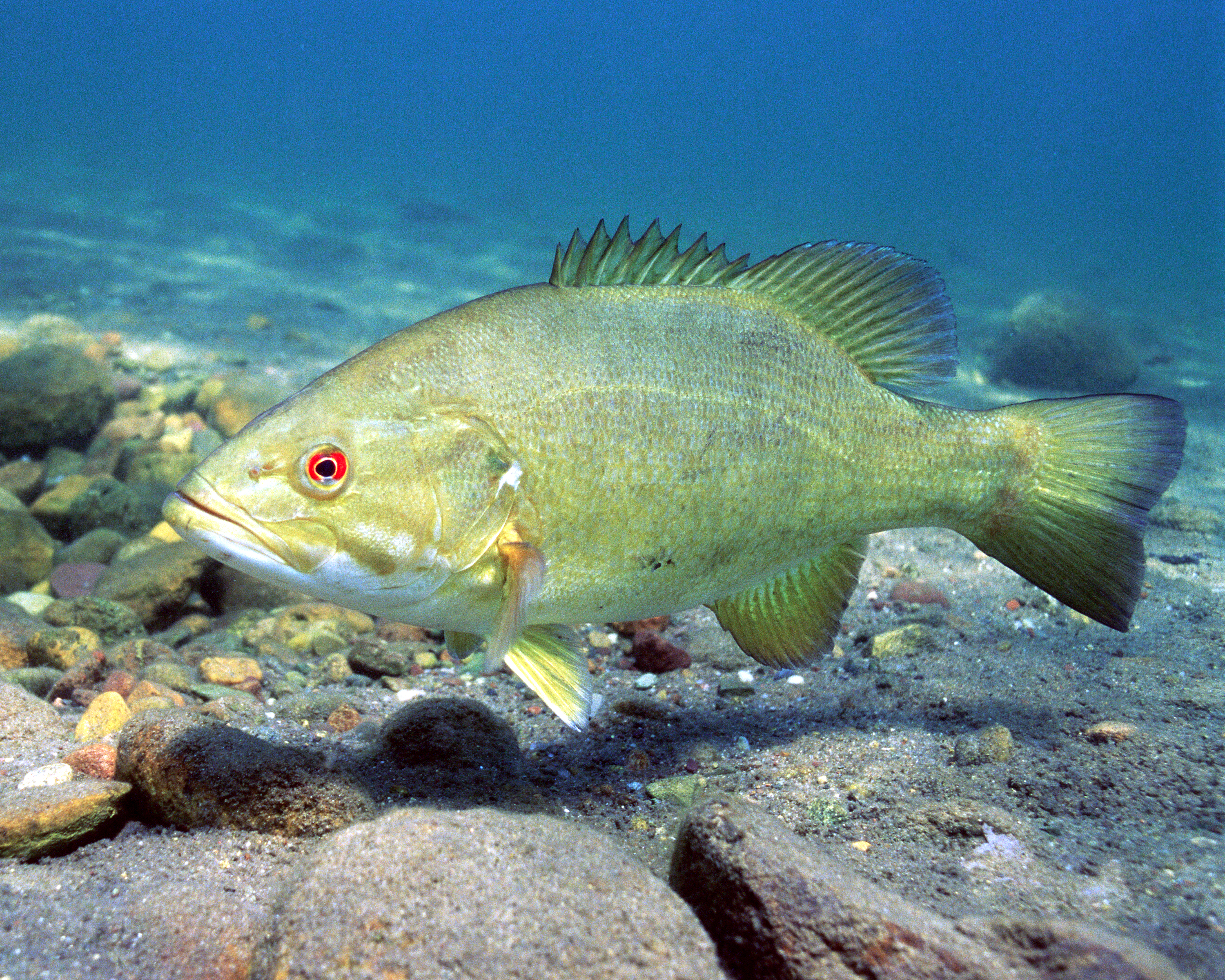
Perca americana de boca petita (Micropterus dolomieu)

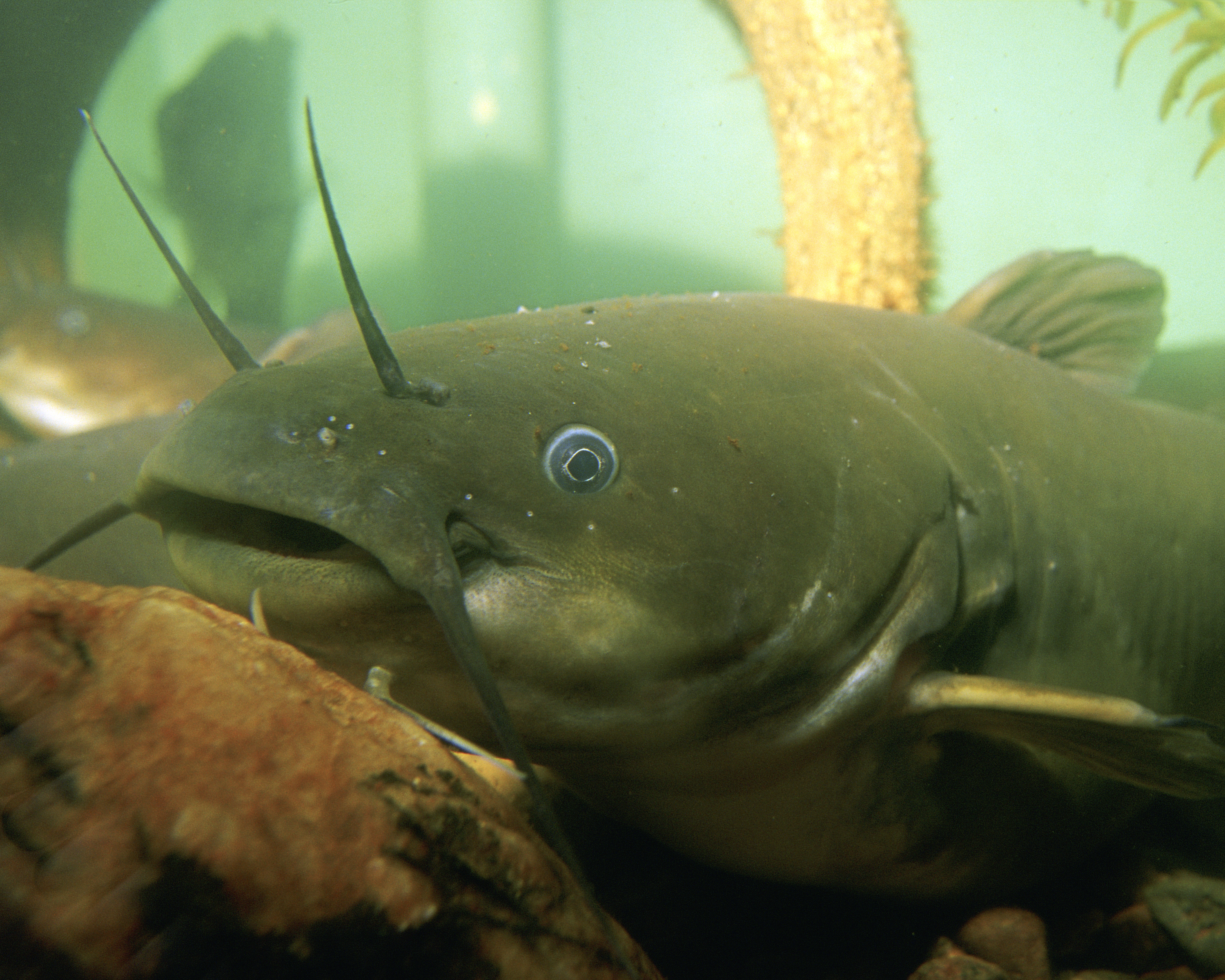
Ameiurus natalis

Aquesta llista de peixos de peixos de Dakota del Nord inclou 15 espècies de peixos que es poden trobar actualment a Dakota del Nord (Estats Units) ordenades per l'ordre alfabètic de llurs noms científics.

## A
- Ameiurus natalis

## C
- Campostoma anomalum
- Cyprinella spiloptera

## H
- Hybognathus placitus

## L
- Lepomis humilis

## M
- Micropterus dolomieu
- Moxostoma erythrurum

## N
- Nocomis biguttatus
- Notropis anogenus
- Notropis blennius

## P
- Percina shumardi
- Percopsis omiscomaycus
- Pylodictis olivaris

## S
- Sander canadensis[1]
- Sander lucioperca[2]